# 줄리아 존스
줄리아 존스(Julia Jones, 1981년 1월 23일 ~ )는 미국의 배우이다.

## 출연 작품
- 윈드 리버 - 윌마 역
- 하드 파우더